# Feral (film)
Pour les articles homonymes, voir Feral.
Pour plus de détails, voir Fiche technique et Distribution.
Feral (littéralement « marronnage ») est un court métrage d'animation américain réalisé par Daniel Sousa, sorti en 2012.
Il remporte trois prix lors du festival d'Annecy 2013.

## Synopsis
Un enfant sauvage est recueilli et ramené à la civilisation par un chasseur solitaire. Le jeune homme essaie de s'adapter à son nouvel environnement en se servant des mêmes stratégies que celles qu'il a apprises dans la forêt.

## Fiche technique
- Titre : Feral
- Réalisation : Daniel Sousa
- Scénario : Daniel Sousa
- Musique : Dan Golden
- Pays d'origine :  États-Unis
- Durée : 13 minutes
- Date de sortie : 
  -  États-Unis : juillet 2012
  -  Russie : août 2012
  -  Royaume-Uni,  Canada : septembre 2012
  -  France : 10 juin 2013

## Distinctions
Lors de l'édition 2013 du festival international du film d'animation d'Annecy, le film reçoit le prix du jury junior pour un court métrage, la mention spéciale Fipresci et le prix Festivals Connexion.

### Nominations
- Oscars du cinéma 2014 : meilleur court métrage d'animation